# Teatro Lethes
O Teatro Lethes, igualmente conhecido como Teatro Letes, é um teatro histórico, situado na cidade de Faro, em Portugal. Foi inaugurado em 1845.

## Descrição
O Teatro situa-se entre as ruas de Portugal, Justino Cúmano, Portugal e Horta Machado, no interior da cidade de Faro. Em frente situa-se outro imóvel histórico, o Dispensário Anti-Tuberculoso de Faro.
No edifício destaca-se a sua fachada principal, de grandes dimensões, que é um dos elementos sobreviventes da sua configuração original, como um colégio jesuíta. Com efeito, apresenta semelhanças com o imóvel do Colégio dos Jesuítas, em Portimão. O pano central da fachada é encimado por uma grande balaustrada, que foi adicionada aquando da sua conversão no teatro, de forma a conceder ao conjunto uma aparência menos religiosa e mais cívica. Na fachada encontra-se a inscrição Monet Oblectando que poder ser traduzida como instruir, brincando, representando as intenções do construtor original do teatro. O edifício é considerado como uma das obras mais significativas da arquitectura algarvia do século XIX, em conjunto com o pavilhão das Caldas de Monchique e a remodelação do Palácio de Estói, tendo sido fortemente inspirado pelo Teatro Nacional de São Carlos, em Lisboa. No interior é de especial interesse a sala, devido ao equilíbrio entre as quatro ordens de galerias, e pela riqueza dos seus elementos decorativos. Apresenta a mesma tipologia do Teatro Mascarenhas Gregório, em Silves.
Ao longo da sua história, o Teatro Lethes foi um importante pólo cultural, não só na cidade de Faro como em toda a região do Algarve, tendo tido também um importante papel a nível educativo. Foram ali representadas peças de grandes autores nacionais e internacionais, como O Alfageme de Santarém e Frei Luís de Sousa de Almeida Garrett, O Aliciador de João de Andrade Corvo, Frei Caetano Bradão de Silva Gaio, Morgadinha de Valflor de Pinheiro Chagas, A Grande-Duquesa de Gerolstein de Jacques Offenbach, e Barba Azul. Por ali passaram grandes intérpretes do teatro português, como Maria Amélia Macedo, Florinda de Macedo, João Diogo Frederico Crispim, Francisco Constantino Pereira de Matos, Francisco António da Fonseca, António Pedro Mascarenhas, José Joaquim Peres, António Bernardo da Cruz, João Reis Stromp, Teresa Aço, Chaby Pinheiro, Adelina Abranches e Aura Abranches, Alves da Cunha, e António Fernando dos Santos (1918-1991), mais conhecido por Tóssan.

## História

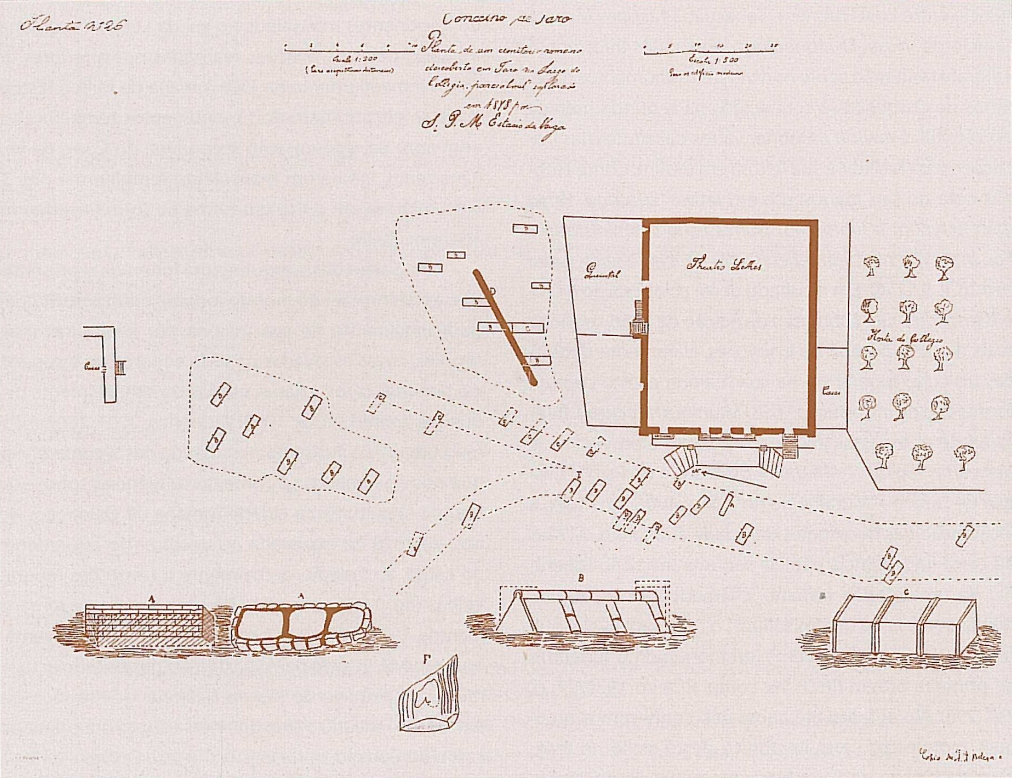
Planta das sepulturas romanas escavadas em 1878 por Estácio da Veiga, vendo-se no lado direito o edifício do Teatro Lethes.

### Antecedentes
O local onde se ergue o teatro fez originalmente parte da cidade romana de Ossónoba, tendo sido encontrados os vestígios de uma necrópole durante várias campanhas de trabalhos arqueológicos, das quais a primeira foi em 1878, por Estácio da Veiga.
O edifício do teatro foi concluído em 1605, sendo então uma igreja, que fazia parte do conjunto do Colégio Jesuíta de Santiago Maior.
O colégio foi encerrado em 1834, como parte do processo da extinção das ordens religiosas, na sequência da vitória liberal na Guerra Civil.

### Inauguração
O imóvel foi comprado em hasta pública por Lázaro Doglioni, com a finalidade de ali instalar um teatro, inspirado pelo de São Carlos, em Lisboa. As obras de conversão da antiga igreja num teatro decorreram entre 1843 e 1845, e incluíram a adição da balaustrada sobre o coroamento da fachada. Em 19 de Outubro de 1843, foi publicado na Revista Universal Lisbonense o artigo Tributo portuguez de gratidão um estrangeiro, em homenagem a Lázaro Doglioni, referindo-se que «vendo que na terra faltava um theatro, e que os curiosos andavam por armazens incommodos e mal arranjados, representando com grande custo, e só de longe em longe, compraram á fazenda nacional um vasto edificio, e n'elle estão fazendo a expensas suas, uma nobre sala de spectaculo, que, terminada á força de contos de réis, será gratuitamente offerecida ao municipio».
Em 20 de Fevereiro de 1845, a Revista Universal Lisbonense transcreveu uma carta da Câmara Municipal de Faro, datada do dia 5 desse mês, e onde se informa que «o Sr. Dr. Lazaro Doglione, e sua Exm.ª esposa a Sr.ª D. Maria Crespim tem concluido o seu theatro - Lethes - para ser aberto no dia 4 de Abril, em que se fará a primeira recita toda portugueza, e dedicada aos annos da nossa adorada Soberana. Todas as despezas d'este dia são feitas pelos benemeritos consortes: - são convidadas todas as pessoas de distincção da cidade, e as senhoras já se estão preparando para a solemne festa. Os actores são todos pessoas decentes, tanto para a peça, como para a farça. A musica será executada pela Sociedade Philarmonica, que é composta de rapazes distinctos, por suas boas qualidades, e educação. O edificio é magnifico, foi antigo collegio dos jesuitas; - a frente tem a figura de um pentagono com o distico - Monet Oblectando: - todas as accommodações interiores estão dispostas, com o melhor aceio, e bom gosto que rivaliza proporcionalmente com S. Carlos, e alguns arranjos até parecem melhores... A caza poderá admitir 500 pessoas com commodidade; - tem duas ordens de camarotes, e uma varanda em roda muita espaçosa. As pinturas da casa e scenario são do melhor gosto, feitas pelo Dr. Cuman sobrinho do Dr. Doglione, homem moço do mais exemplar comportamento; e pelo reverendo conego Rasquinho, honrado ancião. Poz-se-lhe o nome de Lethes porque o benemerito fundador, considera, que aquella caza servirá de principio, pela reunião das familias, para o esquecimento d'essas loucuras de politicas, que tanto nos teem apoquentado». Lázaro Doglione pretendeu, com a construção do teatro, reduzir a tensão que ainda se fazia sentir na região após os finais da Guerra Civil, através da cultura, principalmente a música e a representação teatral. Foi apoiado neste desígnio pelo seu sobrinho, Justino Cúmano.
Como previsto, o teatro foi inaugurado no dia 4 de Abril de 1845, dia do aniversário da rainha D. Maria II, tendo o jornal O Algarve Illustrado de 1 de Outubro de 1880 descrito a cerimónia como «uma festa esplendorosa cheia de entusiasmo e de jubilo, cuja recordação se conserva indelevel na memoria dos que a ella assistiram». A primeira peça foi o drama Almansor. Foi concebido como uma miniatura do Teatro Nacional de São Carlos, em Lisboa, contando então com uma pequena plateia, uma ordem de frisas, duas ordens de camarotes, e uma terceira ordem geral e para balcões.
Originalmente não estava aberto ao público, servindo apenas à realização de eventos particulares por parte da família proprietária. Assim, durante muito tempo não foi abrangido pels regras aplicáveis a este tipo de espaços, tendo o palco e a sala sido dispostos de forma inversa ao que era comum nas salas de espectáculos, configuração que ainda se mantinha em 1928. Assim, o palco estava situado na parte frontal do edifício, enquanto que a plateia ficava na posterior, tendo esta configuração, em conjunto com a elevação desigual do terreno, obrigado à abertura de dois corredores, um em cada lado, cujo acesso era feito pelas duas portas laterais na fachada. A plateia contava apenas com uma coxia central, com uma saída para um vestíbulo, que por seu turno dava acesso aos corredores laterais. A plateia era ladeada por uma linha de camarotes conhecido como frisas, sendo estes encimados por três ordens de camarotes. Na terceira ordem foi criado um balcão improvisado, que devido à sua configuração não oferecia quaisquer condições de segurança, em caso de acidente. Com efeito, logo em frente da segunda ordem de camarotes encontrava-se a cabine para projecção, que tinha um grave risco de incêndio devido à flamabilidade da celulose das fitas. A própria disposição pouco usual da sala e dos camarotes do teatro, com acesso por escadas, teria criado graves problemas caso fosse preciso evacuar o teatro, motivo pelo qual o jornal O Algarve de 21 de Outubro de 1928 exortou a instalação de portas na face posterior do teatro, permitindo assim uma saída rápida dos espectadores para a rua, caso fosse necessário. No mesmo número criticou-se duramente a forma como o teatro não tinha uma boca de incêndio no seu interior nem um tanque de água na parte superior, em contravenção das regras de segurança então estabelecidas. Apesar da sua configuração pouco usual, a sala era considerada como uma das melhores do país, em termos de condições acústicas.

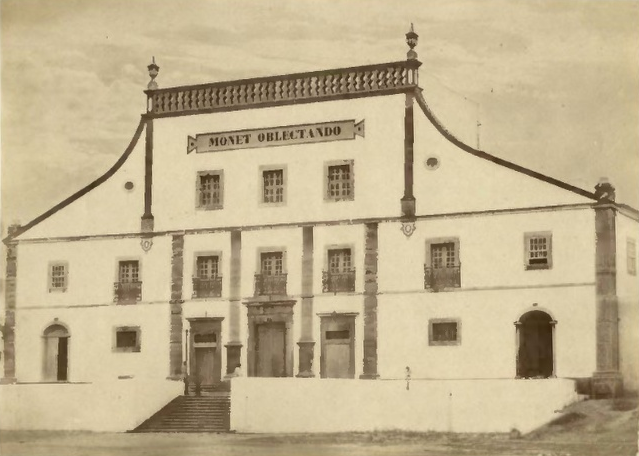
Fotografia do Teatro Lethes, publicado no jornal Algarve Illustrado em 1880.

### Primeiros anos
Em 1859 foram feitas novamente obras no imóvel.
Conheceu um grande sucesso desde as suas primeiras décadas, tendo exibido obras de renome a nível nacional e internacional, onde actuaram grandes nomes do teatro nacional. Uma das principais actrizes foi Teresa Aço, que em 1871 foi integrada na companhia de teatro de Justino Cúmano, após ter visto o seu talento durante a sua primeira participação numa peça, em Lagos. Teresa Aço interpretou com muito sucesso vários espectáculos no teatro Lethes, principalmente no papel principal da peça Morgadinha de Valflor, despertando a atenção de grandes personalidades teatrais de Lisboa, como Isidoro Sabino Ferreira e Francisco Alves da Silva Taborda, iniciando assim uma carreira a nível nacional, chegando a ter sido considerada uma das principais figuras do teatro nacional. Outro importante actor cuja carreira ficou ligada ao Teatro Lethes foi César Polla, que ali fez a sua estreia. O jornal Algarve Illustrado de 1880 destacou a orquestra do teatro, regida por António Alexandre Pereira Pinto, José Vaz Palma e João Biker, e recordou José Antunes Baptista, encarregado do guarda-roupa e adereços, destacando o «inimitavel bom gosto [que] elle empregava para que todas as peças subissem á scena do modo mais brilhante e digno de elogio». Este sucesso deveu-se principalmente às suas fortes ligações com o Teatro de São Carlos, apesar dos graves problemas de comunicações entre Lisboa e o Algarve, permitindo assim a contratação de grandes intérpretes a nível nacional, que ali participavam em peças de teatro e óperas italianas.
O edifício foi descrito por Rocha Pinto no jornal O Algarve Illustrado de 1 de Outubro de 1880: «Não prima pela elegancia da sua architectura exterior; mas, em compensação, abunda em acommodações interiores. O seu palco é bastante espaçoso; na platéa tem logares para duzentos e quinze espectadores. Os camarotes, que comportam seis pessoas são em numero de cincoenta e um, alem da varanda que pode acommodar cem pessoas pelo menos. Tem uma excelente sala para ensaio de orchestra, arrecadações magnificas, vastos corredores, confortaveis camarins onde se encontra, disposto a capricho, tudo quanto o autor curioso pode necessitar. Na parte artistica se não precache as aspirações caprichosas, as velleidades dos que, por ventura, possam encara-lo com a altivez sobranceira de quem só frequenta os principaes theatros do mundo, [...] corresponde solemne, digna e nobremente ao pensamento da legenda que adoptou - Monet Oblectando. É com justa rasão que o Algarve se orgulha de contar entre os seus estabelecimentos notaveis o theatro Lethes. Com effeito, dotado de todas as commodidades que podem exigir-se, de um scenario irreprehensivel e luxuoso, de um guarda-roupa aprimorado e rico, que tem sido innumeras vezes admirado com surpreza, pode ufanar-se de occupar um logar de honra entre os theatros portuguezes». Nesse ano, o proprietário do teatro era Justino Cúmano. Em Junho desse ano, o teatro organizou um programa especial no âmbito das comemorações do tricentenário da morte de Luís Vaz de Camões, com a zarzuela El Portilon de la Bioja e a recitação de poemas, tendo a frontaria sido «brilhantemente iluminada».

### Século XX
Entre 1906 e 1908, o teatro voltou a ser alvo de uma intervenção, no sentido de melhorar as condições acústicas e de conforto. Na década de 1910 foram feitas novas obras, tendo o jornal O Algarve de 21 de Janeiro de 1917 referido que o teatro estava «hoje adaptado a todos os modernismos e tendo a sua plateia corredores e salas contiguas n'um arranjo luxuoso muito distincto pelas ultimas obras que ali foram mandadas fazer pela senhora D. Maria Cumano em homenagem a memoria de seu esposo, que aplicou aquele teatro o melhor dos seus cuidados».
Segundo uma notícia publicada no jornal O Algarve em 9 de Fevereiro de 1919, o conhecido fotógrafo Joaquim Silva Nogueira tinha utilizado o quintal do Teatro Lethes para realizar as suas operações. O teatro encerrou em 1925, devido alegadamente à reduzida procura, terminando assim a primeira fase da sua história, iniciada em 1845.
Em 20 de Fevereiro de 1927, o jornal O Algarve noticiou que no dia 16 desse mês tinha sido reaberto o Teatro Lethes, sob a gerência da companhia Revez & Pádua, exibindo então espectáculos de cinema e de variedades. Em 7 de Outubro de 1928, o mesmo jornal criticou duramente a nova administração por não ter os seus bilhetes numerados, e por exigir uma sobretaxa de 50 centavos aos espectadores que quisessem uma cadeira numerada, violando assim as disposições legais.
Além de espectáculos, o teatro também foi utilizado noutros tipos de eventos, tendo por exemplo acolhido uma exposição de arte em 1917, uma exposição de bordados, bonecas e outras peças de senhoras em 1919, para apoiar a instituição de beneficiência da Cozinha Económica, e em 1928 uma conferência sobre a divulgação da religião cristã no Norte de África. O teatro foi encerrado em meados da década de 1940.
Em 1951 o edifício foi vendido pela família Cúmano à Cruz Vermelha, passando a ser gerido pela delegação distrital de Faro daquela organização. A Cruz Vermelha instalou ali uma divisão do Movimento Nacional Feminino, decisão que também foi feita no sentido de evitar a demolição do prédio.
Em 20 de Abril de 1958, o jornal O Algarve reportou que na delegação da Cruz Vermelha, no edificio do Teatro Lethes, tinha sido inaugurado um posto de socorros. Em 1965 o investigador António de Sousa Pontes referiu que o edifício em si, e a estrutura metálica das cadeiras e camarotes ainda estavam em boas condições, sendo principalmente necessário renovar as instalações eléctricas e o aparelho do palco, no sentido de proceder à reabertura ao público. Descreveu o teatro como tendo «largos corredores, com lambrins de azulejos de 1,80 m de altura, todo o seu ar romântico das pinturas a óleo, das cadeiras de fundo móvel e encosto de palhinha e dos veludos que formam os corrimões dos camarotes e frisas. Possui este teatro, de 5 pavimentos, boas escadas, fàcilmente [sic] acessíveis e todo o edifício é de boa alvenaria, imcombustivel e de grande solidez na construção. Além das salas para serviço do público, que hoje são utilizadas pelo Movimento Nacional Feminino, possui boas instalações sanitárias, 8 camarins e várias arrecadações e espaço suficiente para nos anexos se instalar uma Escola Regional de Música, como se pretende, possuindo ao todo 494 lugares, dos quais 134 são plateias, 60 são frizas, 145 são camarotes de 1.ª e 2.ª ordem, 75 são balcões de 3.ª ordem e 80 são geral.» Num artigo publicado em 1965 no jornal Correio do Sul, o jornalista António de Sousa Pontes defendeu a reabertura do Lethes, como um espaço dedicado ao teatro, bailado, música e declamação poética, entre outras manifestações artísticas, constituindo desta forma uma alternativa às duas grandes estruturas de entretenimento então existentes em Faro, dedicadas principalmente ao cinema. Em 6 de Junho desse ano, o jornal O Algarve anunciou que a Casa Regional do Algarve tinha organizado um concerto no Conservatório Nacional, para promover a reabertura do Teatro Lethes e a fundação do Conservatório Regional do Algarve, e no qual participaram grandes nomes da música e teatro nacional, como a pianista Maria Campina.
Em 9 de Abril de 1967, o jornal O Algarve noticiou que uma comissão, formada pelo presidente da Câmara Municipal de Faro, o Governador Civil do Algarve, e outras altas individualidades da região e representantes da Cruz Vermelha Portuguesa, como proprietários do Teatro Lethes, tinha sido recebida pelo Subsecretário de Estado da Presidência do Conselho, Paulo Rodrigues, no sentido de financiar a execução de obras no edifício. Este comprometeu-se a destacar o valor de 1200 contos do fundo de teatro, do Secretariado Nacional de Informação, que seriam aplicados nos trabalhos a serem feitos de imediato. No entanto, este valor só iria cobrir parcialmente as obras no teatro, orçadas em cerca de 2150 contos, e que incluíam a substituição da instalação eléctrica, a decoração artística, a renovação do aparelho do palco, e a instalação de equipamentos de ar condicionado, pelo que estava previsto um segundo subsídio, por parte do Fundo de Turismo. Com efeito, previa-se que o desenvolvimento do Teatro Lethes iria fomentar a capital algarvia como um centro de turismo cultural, dedicado às artes teatrais e à música culta, como a ópera, bailado e declamação. Porém, os trabalhos decorreram com pouca intensidade, tendo sido gastos apenas cerca de 500 contos até Novembro de 1970. Entretanto, em 3 de Fevereiro de 1968 foi inaugurado um balneário público na delegação da Cruz Vermelha, composto por uma recepção, seis chuveiros individuais, uma sala para banhos de imersão e instalações sanitárias. Em 20 de Outubro de 1968 o jornal O Algarve noticiou que no dia 16 desse mês tinha reaberto o Teatro Lethes, sob a administração da Empresa Revez & Pádua, realizando espectáculos de cinema e de variedades.
Em 1973 a secretaria do Conservatório Regional do Algarve estava sedeada no edifício do teatro. Em 1974 as obras ainda não tinham sido concluídas, como relatado pelo jornal Diário Popular em 2 de Maio desse ano: «A comissão organizadora do Festival dos Concertos Algarve-74 informa os subscritores que, em virtude das obras de restauro do Teatro Letes, de Faro, não estarem acabadas na data prevista, o 5.ª concerto do Festival de Concertos Algarve-74 teve de ser adiado.»
O Teatro Lethes foi classificado como Imóvel de Interesse Público pelo Decreto n.º 45/93, de 30 de Novembro, com o nome de Colégio de Santiago Maior, actualmente ocupado pelo Teatro Lethes. Em Dezembro de 1999 surgiram sintomas de que a estrutura do teatro estava com graves problemas de conservação, principalmente a abóbada, que chegou a estar em risco de cair. Assim, foi encerrado para obras por ordem do delegado da Secretaria de Estado da Cultura, João Ventura.

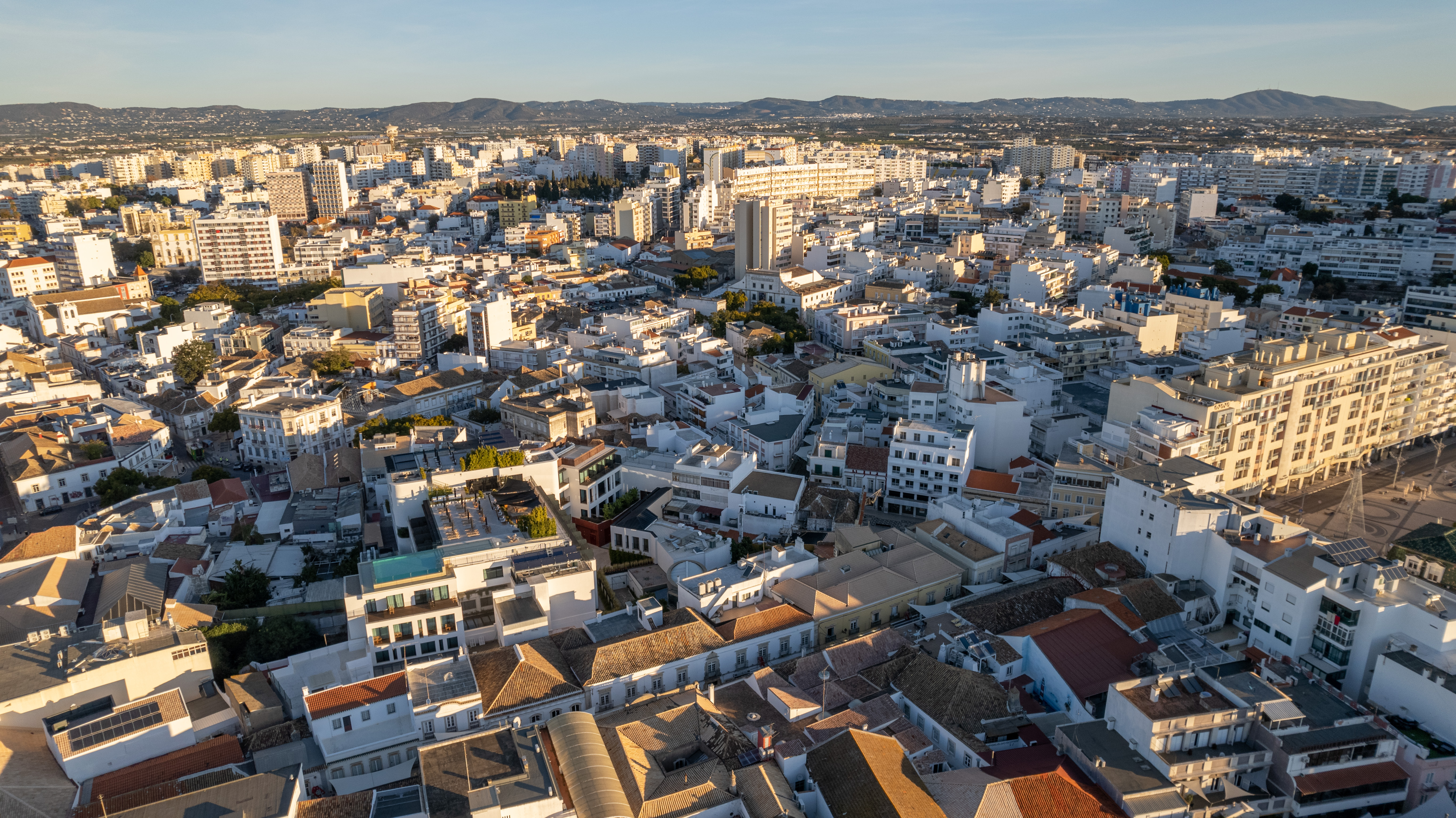
Fotografia aérea de Faro em 2021, vendo-se no centro o edifício do Teatro Lethes.

### Século XXI
Em 17 de Maio de 2001, o teatro reabriu após as obras, numa cerimónia que contou com a presença do ministro da Cultura, José Sasportes. Nesta época, ainda pertencia à Cruz Vermelha.
Em 2021 foi considerado como um dos oito teatros mais bonitos em Portugal, pela revista digital Vou Sair. Em 12 de Janeiro de 2023, o jornal Público noticio que o director artístico da ACTA - A Companhia de Teatro do Algarve, Luís Vicente, tinha criticado a decisão de excluir aquele organismo do Programa de Apoio Sustentado da Direcção-Geral das Artes, por colocar em risco a a sua continuidade, e poderia comprometer igualmente «o próprio funcionamento do Teatro Lethes», explicando que «Temos muita gente a vir para cá, a trabalhar toda a semana. Temos aulas de dança, de expressão dramática, várias classes de alunos, vários professores».

## Leitura recomendada
- Lameira, Francisco I. C. (1995). Faro Edificações Notáveis. Faro: Câmara Municipal de Faro
- MESQUITA, José Carlos Vilhena (2002). O teatro Lethes. Faro: Associação dos Jornalistas e Escritores do Algarve. 102 páginas. ISBN 972-8503-342